# Kalākaua

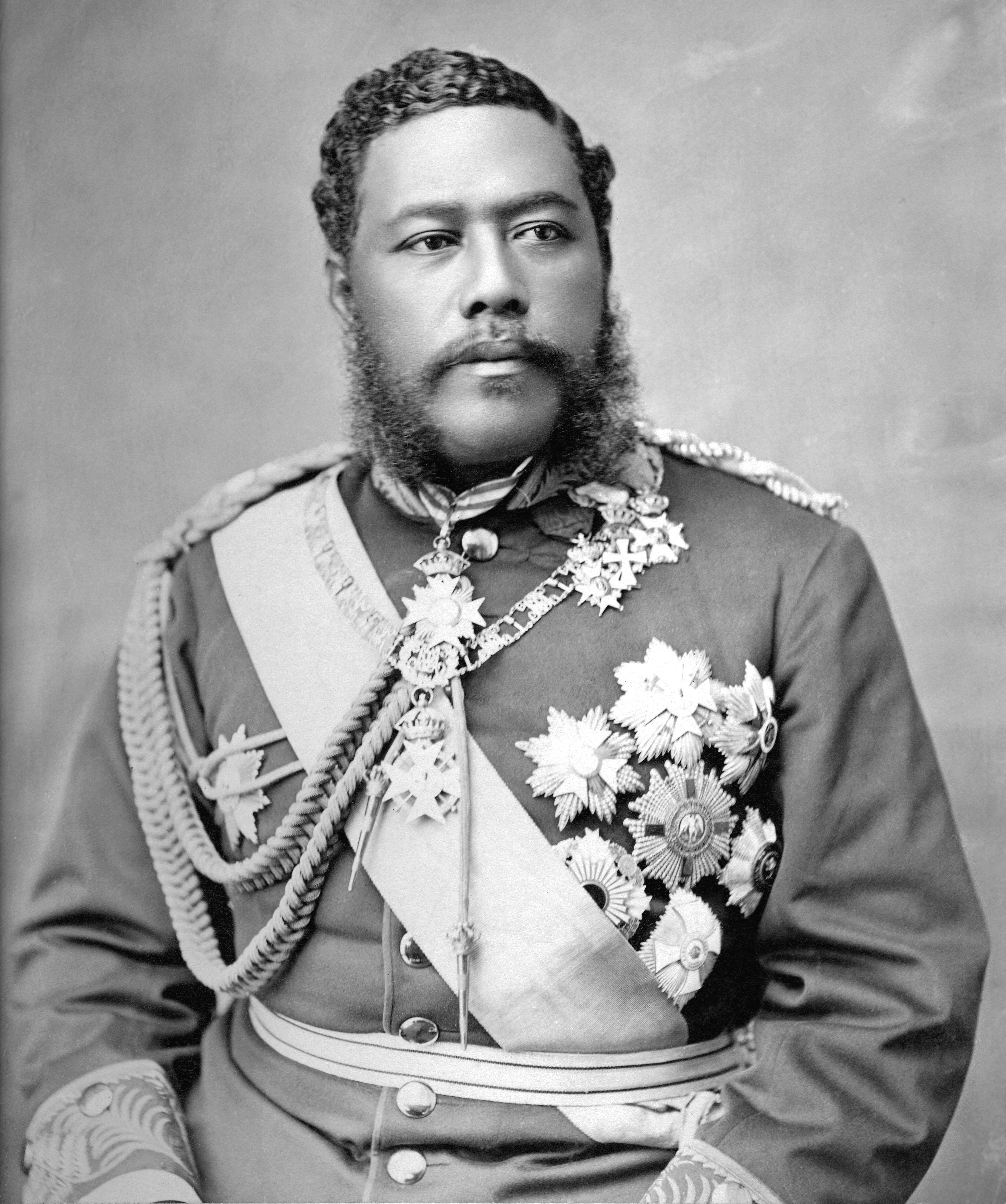
König Kalākaua

Kalākaua (Ölgemälde)

Kalākaua, geboren als David Laʻamea Kamanakapuʻu Mahinulani Nalaiaehuokalani Lumialani Kalākaua, (* 16. November 1836 in Honolulu; † 20. Januar 1891 in San Francisco, Vereinigte Staaten) war der letzte männliche Monarch des hawaiischen Königreiches. Er regierte vom 12. Februar 1874 bis zu seinem Tod. Seine Schwester Liliʻuokalani folgte ihm auf dem Thron. Ihm zu Ehren wurde die „Hauptstraße“ von Waikīkī, direkt am gleichnamigen berühmten Strand entlangführend, benannt.

## Wahl von 1872
König Kamehameha V., der letzte Monarch der Kamehameha-Dynastie, starb am 11. Dezember 1872, ohne einen Nachfolger bestimmt zu haben. Nach der königlichen Verfassung bestimmte daraufhin die Legislative seinen Nachfolger.
Es gab einige Kandidaten für den Thron, der Fokus lag aber auf dem Duell zwischen William Charles Lunalilo und Kalākaua. Lunalilo wurde gemeinhin als der beliebtere der beiden angesehen; er galt als liberaler und war höheren Ranges als Kalākaua. Viele waren der Meinung, die Regierung sollte Lunalilo direkt den Thron zusprechen; dieser bestand aber auf einer Wahl durch das Volk, welche er am 1. Januar 1873 auch gewann. Daraufhin bestätigte die Regierung am nächsten Tag die Wahl des Volkes.

## Wahl von 1874
Lunalilo übernahm den Thron, starb aber ein Jahr später am 3. Februar 1874. Am darauffolgenden Tag gab Kalākaua seine Kandidatur zum König bekannt. Seine größte Opponentin war Königin Emma, die Witwe des verstorbenen Kamehameha IV. Zu dieser Zeit unterstützten die meisten Mitglieder der Aliʻi, des hawaiischen Adels, Kalākaua.
Die Regierung wählte am 12. Februar 1874 Kalākaua mit 39 zu 6 Stimmen als neuen König. Nach der Bekanntgabe des Wahlergebnisses drangen Anhänger der Königin Emma in das königliche Gericht ein, wo sie mehrere Regierungsmitglieder verletzten und eines töteten. Kalākaua bat die USA und Großbritannien um Hilfe bei der Auflösung des Aufstands; so war am Ende des Tages der allgemeine Friede wiederhergestellt. Noch am Tag seiner Wahl stiftete er den Orden Kalākaua I.

## Herrschaft als König
Kalākaua benannte als Thronfolger seinen Bruder William Pitt Leleiohoku und beendete somit die Ära der Wahl des Königs durch die Regierung. Er begann seine Herrschaft mit einer Reise über die hawaiischen Inseln. Dies erhöhte seine Popularität. Der alte ʻIolani-Palast wurde durch einen Neubau ersetzt, mit dem 1879 begonnen wurde. Das Merrie Monarch Festival in Hilo ist seinem Andenken gewidmet. Kalākaua führte in seinem Palast das Telefon ein und ließ elektrische Beleuchtung einbauen – einige Monate vor dem Weißen Haus.

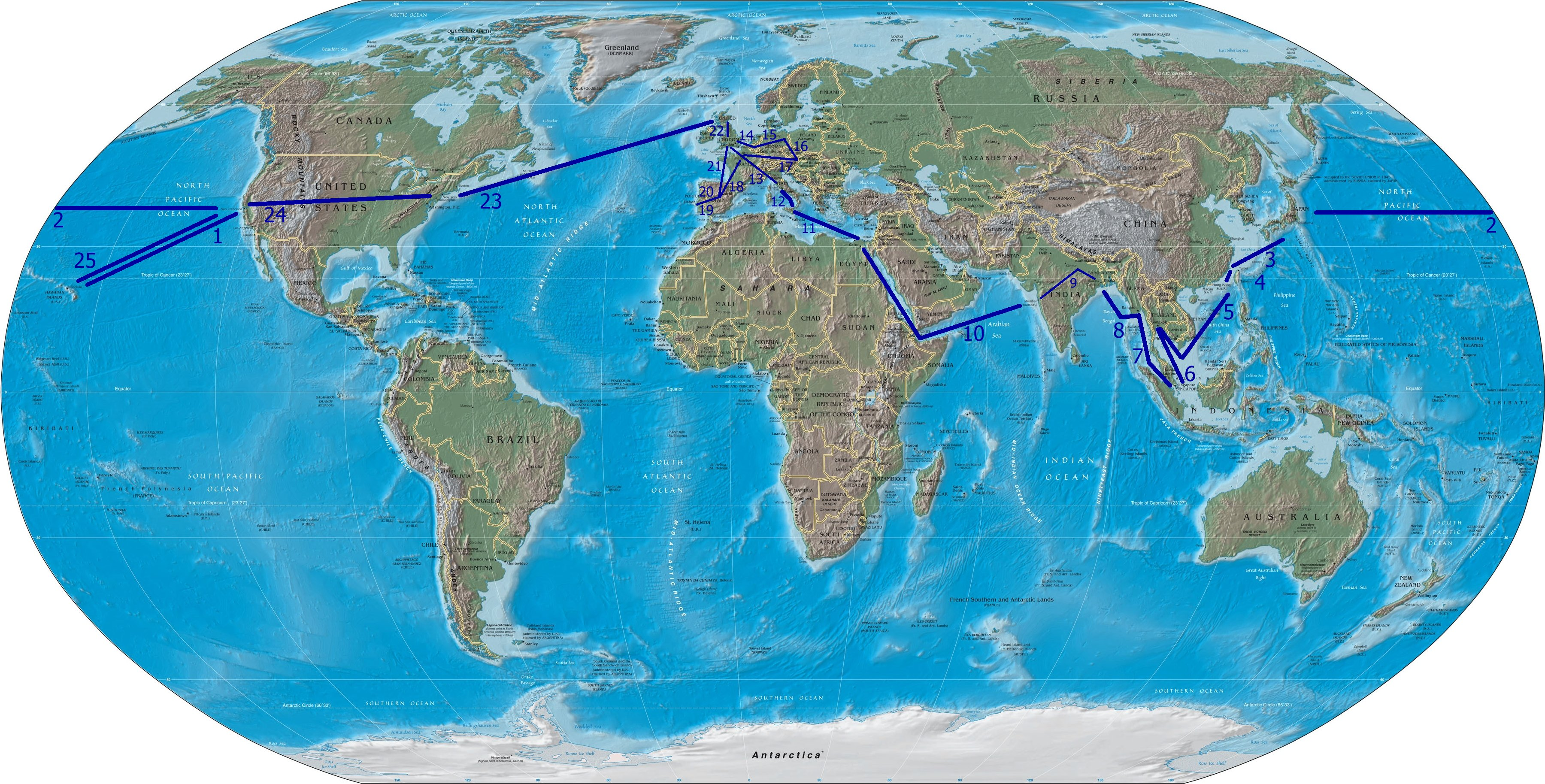
Weltreise von König Kalākaua im Jahre 1881

Im Jahre 1881 unternahm Kalākaua als erster regierender Monarch eine Reise um die Erde, die ihn u. a. auch nach Österreich-Ungarn (Wien), Frankreich (Paris) und Deutschland (Berlin, Potsdam und Essen) führte. In Wien wurde er mit allen einem Souverän gebührenden Ehren empfangen, doch soll es dem leutseligen König schwergefallen sein, stets seine Würde zu bewahren – sehr zum Vergnügen der Wiener, aber weniger zu dem des Kaisers Franz Joseph I. In Berlin hatte ihn hingegen zunächst niemand zur Kenntnis genommen, bis schließlich der Enkel des abwesenden Kaisers, Prinz Wilhelm, sich seiner annahm und ihn nach Potsdam sowie auf eine Exerzierübung auf dem Tempelhofer Feld mitnahm. Nach der Reise erhielt König David Kalākaua von Kaiser Wilhelm I. einen Schellenbaum mit der Inschrift „no ka hoomanao ana ia Berlin“ (zur Erinnerung an Berlin). Während seines Aufenthalts in Alexandria zeigte ihm der britische Konsul ein Schiff, das er als die Resolution bezeichnete, mit der Cook seinerzeit nach Hawaiʻi kam.
Während der frühen Jahre seiner Regentschaft nutzte Kalākaua sein Recht als König, Kabinette abzulösen und neue zu berufen.
Im Jahr 1887 ereignete sich ein Umsturz von europäischen und US-amerikanischen Geschäftsleuten und Plantagenbesitzern, der König Kalākaua unter militärischen Druck zwang, die von Lorrin Thurston verfasste Bayonet Constitution als neue Verfassung Hawaiis anzuerkennen. Sie führte zum Verlust des Wahlrechts aller asiatischen Bewohner. Bei den Ureinwohnern Hawaiis war das Wahlrecht nun an ein bestimmtes Einkommen und Vermögen geknüpft, was den Kreis dieser Wähler einschränkte. Faktisch verlagerte sich hierdurch der politische Einfluss auf die eingewanderten Europäer. Außerdem beschränkte diese Verfassung die Macht des Monarchen und übertrug sie dem Kronrat, dem königlichen Kabinett.
Am 20. Januar 1891 wurde aus San Francisco gemeldet, dass der König „in Folge eingetretener Urämie im Sterben“ liege.
Auf dem Sterbebett wurde kurz vor Kalākauas Tod seine Stimme in San Francisco auf einer Phonographenwalze aufgezeichnet.
Nach Kalākauas Ableben sagte US-Präsident Benjamin Harrison, dass „Hawaii einen guten und weisen Souverän verloren habe, unter dem das Land sich allgemeiner Wohlfahrt erfreut habe und der stets bestrebt gewesen sei, das gute Verhältniß zu den Vereinigten Staaten noch enger zu gestalten“.
Kalākauas Leichnam wurde mit dem Kreuzer Charleston von San Francisco nach Hawaii überführt. Beim Eintreffen am 29. Januar 1891 waren auf dem Schiff sowohl die hawaiische als auch die amerikanische Flagge auf Halbmast gesetzt, die Geschäfte waren geschlossen, und der Sarg wurde anschließend „in der Mitte des Thronsaales aufgebahrt. An dem Hauptende wurde die Krone, das Schwert und der Federmantel des Königs niedergelegt.“ Nach seinem Tod entstand ein Standporträt des Königs von William F. Cogswell, das imperial-europäische und hawaiianische Symbolik vereinte. Es zeigt den Monarchen etwa in einer preußisch nachempfundenen Uniform mit zeittypischen Stickereien auf den Aufschlägen und am Kragenspiegel, die mit kulturtypischen Farn- und Koablätter geschmückt sind. Auch das Zepter und die für Krone weisen ihn als Herrscher des Hawaiianischen Königreiches aus, der sich gegen koloniale Machtbestrebungen der USA durchsetzen konnte.

## Orden
Im Jahre 1874 stiftete König Kalākaua den nach seiner Gemahlin Kapiʻolani benannten Kapiʻolani-Orden.